# Бабич, Яков
Якуб (Яков) Бабич (пол. Jakub Babicz, ум. около 1526) — «найстарший бургомистр» столицы Великого княжества Литовского города Вильны, меценат.

## Биография
В своём доме на Большой улице недалеко от Ратуши в 1519 году Франциск Скорина основал славянскую типографию для печатания книг кириллицей. Здесь были напечатаны «Малая подорожная книжица» (около 1522 года) и «Апостол» (1525 год). Обе книги вышли в редакции, приближенной к языковым и религиозным традициям белорусской и восточнославянской письменности. По своему предназначению и содержанию они отличались от тех довольно редких произведений рукописного книжного искусства, которые распространялись преимущественно среди привилегированных слоев общества.
«Малая подорожная книжица» давала возможность сравнительно широким слоям белорусского населения познакомиться с некоторыми идеями птолемеевской астрономии. Это был первый во всей восточнославянской письменности точный прогноз солнечных и лунных затмений на 1523—1530 годы, которые церковь объявляла неподвластными человеческому разуму и непредсказуемыми. Якуб Бабич оказывал финансовую помощь Скорине.